# Коломбье (Приморская Шаранта)
Коломбье́ (фр. Colombiers) — коммуна во Франции, находится в регионе Пуату — Шаранта. Департамент — Приморская Шаранта. Входит в состав кантона Сент-Восток. Округ коммуны — Сент.
Код INSEE коммуны — 17115.

## География
Коммуна расположена приблизительно в 420 км к юго-западу от Парижа, в 125 км юго-западнее Пуатье, в 75 км к юго-востоку от Ла-Рошель.

## Население
Население коммуны на 2010 год составляло 334 человека.
| 1962 | 1968 | 1975 | 1982 | 1990 | 1999 | 2010 |
| ---- | ---- | ---- | ---- | ---- | ---- | ---- |
| 149  | 216  | 222  | 218  | 217  | 254  | 334  |

## Экономика
В 2007 году среди 208 человек в трудоспособном возрасте (15—64 лет) 156 были экономически активными, 52 — неактивными (показатель активности — 75,0 %, в 1999 году было 74,5 %). Из 156 активных работали 137 человек (79 мужчин и 58 женщин), безработных было 19 (10 мужчин и 9 женщин). Среди 52 неактивных 22 человека были учениками или студентами, 20 — пенсионерами, 10 были неактивными по другим причинам.

## Достопримечательности
- Церковь Сен-Маклу (XII век). Исторический памятник с 1908 года.[3]

## Фотогалерея
- Церковь Сен-Маклу
- Карта коммуны